# Arbagar
Arbagar (russisch Арбага́р) ist eine Siedlung städtischen Typs in der Region Transbaikalien in Russland mit 554 Einwohnern (Stand 14. Oktober 2010).

## Geographie
Der Ort liegt etwa 190 km Luftlinie östlich der Regionshauptstadt Tschita einige Kilometer vom linken Ufer der Schilka entfernt, nördlich des Borschtschowotschnygebirges.
Arbagar gehört zum Rajon Schilkinski und befindet sich etwa 20 km nordöstlich von dessen Verwaltungszentrum Schilka. Die Siedlung ist Teil der Stadtgemeinde Cholbonskoje gorodskoje posselenije, deren Verwaltungssitz Cholbon 5 km südwestlich liegt.

## Geschichte
Die Siedlung entstand um 1910 im Zusammenhang mit dem beginnenden Abbau eines Kohlevorkommens, auf dessen Grundlage ab 1933 ein Wärmekraftwerk beim nahen Cholbon betrieben wurde. Seit 1951 besitzt Arbagar den Status einer Siedlung städtischen Typs. 1972 wurde die Kohleförderung eingestellt, 1973 das Kraftwerk außer Betrieb genommen. Seither sank die Einwohnerzahl des Ortes kontinuierlich.

### Bevölkerungsentwicklung
| Jahr | Einwohner |
| ---- | --------- |
| 1959 | 4340      |
| 1970 | 2990      |
| 1979 | 1802      |
| 1989 | 1447      |
| 2002 | 744       |
| 2010 | 554       |

Anmerkung: Volkszählungsdaten

## Verkehr
Zwischen Arbagar und Cholbon führt die Regionalstraße 76A-008 (früher auf diesem Abschnitt R426) vorbei, die von Mogoitui über Schilka kommend weiter über Nertschinsk und Sretensk nach Nertschinski Sawod und Olotschi an der Grenze zur Volksrepublik China führt.
In der Zeit des Betriebes der Kohlengruben bis 1972 waren diese mit dem Kraftwerk Cholbon durch eine Schmalspurbahn verbunden. In Cholbon befindet sich eine Station der Transsibirischen Eisenbahn (Streckenkilometer 6459 ab Moskau).